# کابالا
| سِفیروت (درخت زندگی) در آئین کابالا              | سِفیروت (درخت زندگی) در آئین کابالا | سِفیروت (درخت زندگی) در آئین کابالا |
| ----------------------------------------------- | ---------------------------------- | ---------------------------------- |
| The Sefirot in Jewish Kabbalah                  |                                    |                                    |
| View the image description page for the diagram | کابالا                             | ن ب و                              |

قباله، کابالا یا کبالا (به عبری: קַבָּלָה) (به عربی: قبّالة) (به انگلیسی: Kabbalah)، از نظر لغوی به معنای قبول‌کردن است و در اصطلاح سنت، روش، مکتب و طرز فکری عرفانی است که از یهودیت ریشه‌گرفته و گاهی از آن با عنوان عرفان یهودی یاد می‌شود. در یهودیت به یک فرد پیرو سنت کابالا، مکوبال (عبری: מְקוּבָּל) گفته می‌شود.
یکی از مهمترین فیلم های سینمایی در این موضوع، درخت زندگی (به انگلیسی: The Tree of Life) بوده که در تاریخ ۲۷ مه ۲۰۱۱ در آمریکا اکران شد.

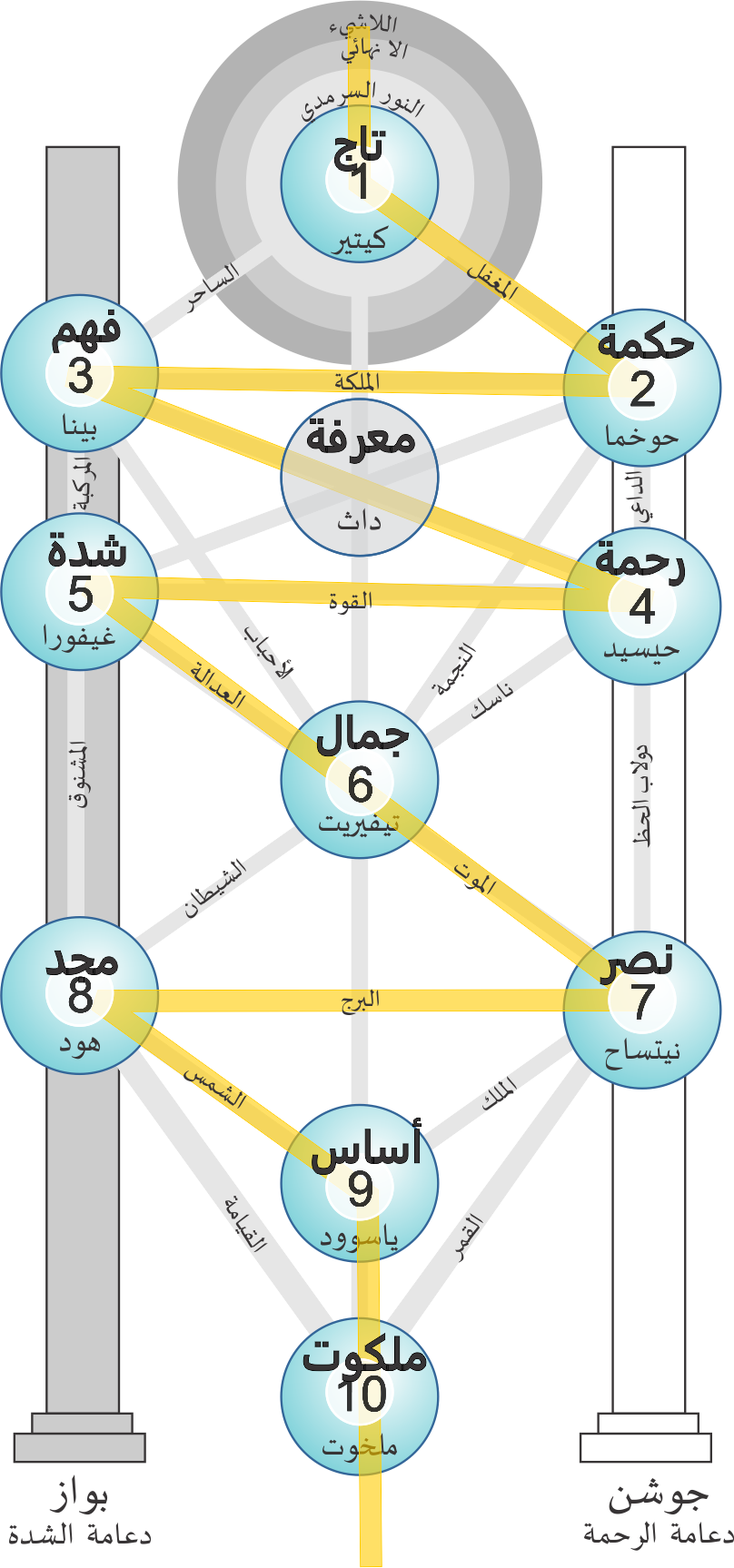
درخت زندگی با معادل عربی هر سفیروت.

تعریف کابالا بر اساس پیروان مختلفش متفاوت است. با این‌که این مکتب از یهودیت نشأت گرفته است اما پیروان مسیحی، نوعصری و پیروان علوم خفیه آن را روشی عرفانی برای فهم رابطه بین عین سوف که غیرقابل تغییر، همیشگی و پیچیده است و جهان مادی فانی و محدود (مخلوق) است. کابالا به دنبال فهم ذات دنیا و انسان است.
کابالا از متون یهودی سرچشمه گرفت و پیروانش معمولاً از متون یهودی برای توصیف و تفسیر مسائل عرفانی استفاده می‌کنند. دستورهای کابالا برای فهم معنی مخفی متون یهودی نظیر تورات و نوشتارهای ربی‌ها نظیر تلمود به کار می‌رود و معنی مخفی عبادت یهودی را بیان می‌کند.
پیروان کابالا اعتقاد دارند که کابالا قبل از آمدن ادیان دنیا مورد استفاده قرار می‌گرفته است و از ادیان قدیمی‌تر است. به‌صورت تاریخی اولین نوشتارهای کابالایی در قرن ۱۲ و ۱۳ میلادی در اسپانیا و فرانسه پدیدار شد. در قرن ۱۶ میلادی این نوشتارها دوباره در شهر صفد در امپراتوری عثمانی مورد بازبینی قرار گرفت. در قرن ۱۸ کابالا به دلیل جنبش حسیدی به شدت پرطرفدار شد.

## دیدگاه کلی
بر اساس زوهر که یکی از متون اصلی کابالا می‌باشد خواندن تورات دارای چهار مرحله تفسیر است. این چهار مرحله بر اساس حروف اول لغات پردس (عبری: פרדס) نامیده می‌شوند.
- پشات (عبری :פשט به معنی لغوی ساده): معنی لغوی
- رمز (عبری: רמז معادل رمز در فارسی): معنی مخفی
- دراش (عبری: דרש به معنی جستجو کردن): تفسیر ربانی مربوط به تلمود که معمولاً با مقایسه با آیات دیگر و لغات مشابه است.
- سود (عبری :סוד به معنی مخفی): تفسیر باطنی، عرفانی، معنوی که در کابالا بیان می‌شود.

پیروان کابالا اعتقاد دارند که کابالا جزء مهمی از یادگیری تورات است؛ ولیکن بعضی از آموزه‌های مورد قبول کابالا توسط بقیه یهودیان رد شده و بر خلاف یهودیت و کفرآمیز دانسته می‌شود. بعد از کابالای قرون وسطی و به خصوص بعد از قرن ۱۶ میلادی کابالا جایگزین فلسفه یهودی (هاکیرا) شد.
منبع اصلی لغت کابالا معلوم نیست و ممکن است توسط سولومون ابن گبیرول یا بهیا بن اشر استفاده شده باشد. با اینکه لغات دیگری از قرن دوم میلادی برای این‌گونه اعمال مورد استفاده قرار می‌گرفت لغت کابالا کم‌کم لغت اصلی برای این نوع تفسیر شد. بعد از عهد عتیق اولین نوشته‌های مربوط به کابالا در قرن اول و دوم میلادی در بعضی متون و از جمله کتاب سفر یتزیرا یافت می‌شود. این روش به نام عرفان مرکابا (به معنی کالسکه) تا قرن ۱۰ میلادی ادامه یافت تا بعد از آن با کابالای ایجاد شده در جنوب غربی اروپا در قرن ۱۲ و ۱۳ جایگزین شد. کتاب زوهر منبع اصلی تعالیم کابالا گشت که بعدها در شهر صفد توسط اسحاق لوریا دوباره بازبینی شد. کابالا لوریایی در قرن ۱۸ توسط بیشتر حلقه‌های عرفانی یهودی مورد قبول واقع شد و سرمنشا جنبش یهودیت حسیدی (حسیدیم) شد.
در متون دانشگاهی معمولاً لغت کابالا برای اشاره به عرفان یهودی که در قرن ۱۳ به بعد رایج شد استفاده می‌شود و عرفان مرکابا در زمره آن قرار نمی‌گیرد. به‌طور کلی کابالا می‌تواند به سه زیر شاخه تقسیم شود:

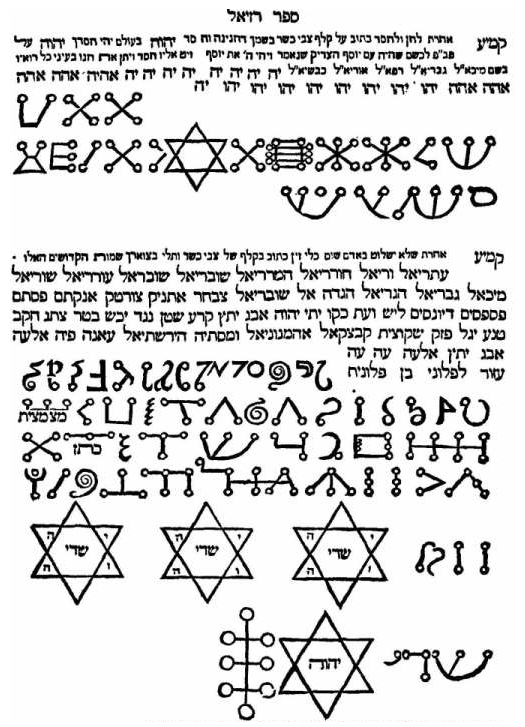
سیگیل‌های جادویی از کتاب سفر رازیل هاملخ که نقش زیادی در متوان ابتدایی کابالا داشت.

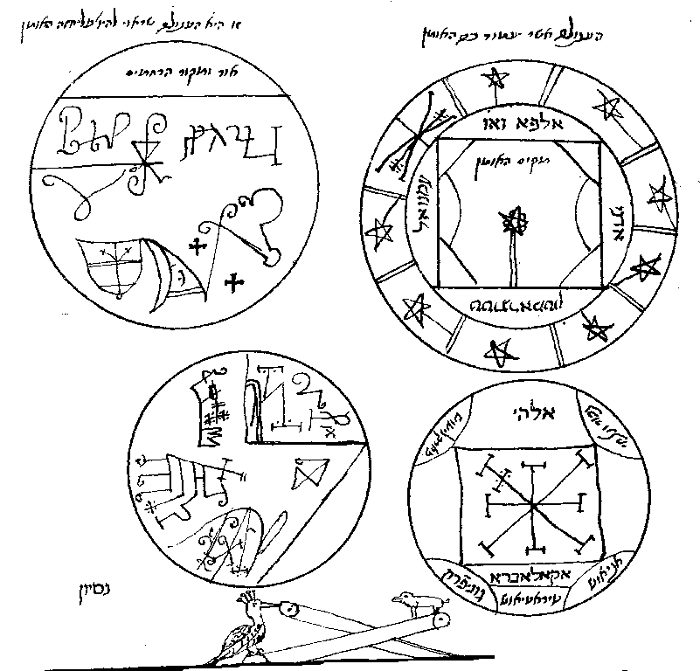
سیگیل‌های جادویی از کتاب کلید سلیمان.

- کابالای تئوری که به دنبال فهم دنیای خداوند است. این نوع روش بیشتر بر پایهٔ حدس و گمان است و در تضاد با فلسفهٔ یهودی و استفاده از منطق می‌باشد.
- کابالا عرفانی که در آن هدف یکی‌شدن عرفانی با خداوند است. ابراهیم ابوالعفیا یکی از چهره‌های مهم این نوع کابالا است.
- کابالا سحر و عملی (که معمولاً منتشر نمی‌شود) که به دنبال تغییر در دنیای خداوند و این دنیا است. با اینکه بعضی دعا را وسیله تغییر در دنیای خداوند می‌دانند، در کابالای عملی از سحر سفید برای تغییر استفاده می‌شود و این روش تنها به افرادی دارای نیت پاک یاد داده می‌شد. این روش توسط بسیاری از کابالیست‌ها مطرود است.

پیروان کابالا اعتقاد دارند که دانش کابالا اولین بار توسط سه شه پدر (ابراهیم، اسحاق و یعقوب) و بقیه پیامبران به دست آمد. بر اساس این تاریخچه در قرن ۱۰ قبل از میلاد این دانش توسط ۱ میلیون نفر در اسراییل مورد استفاده قرار می‌گرفت. هجوم بیگانگان باعث شد که این دانش مخفی شود تا از گزند بدطینتان در امان بماند. رهبران سنهدرین اعتقاد داشتند که استفاده از دانش کابالا بدون راهنمایی صحیح ممکن است به روش‌های غیرشرعی منجر شود. به‌همین دلیل کابالا مخفی شد و به مدت دوهزار و پانصد سال مخفی ماند.

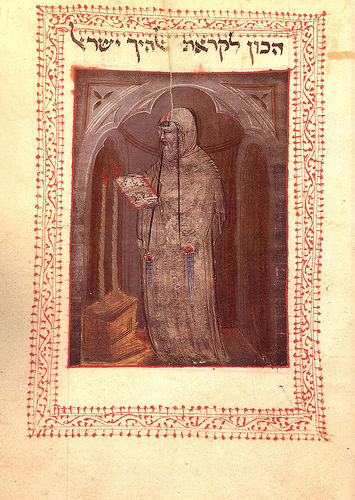
ابراهیم ابوالعفیا اعتقاد زیادی به استفاده از مدیتیشن بر روی حروف عبری به همراه حرکات یوگا مانند داشت.

مشکل است که در مورد هر مسئله‌ای در کابالا به نظر واحدی رسید؛ زیرا چندین مکتب مختلف در کابالا وجود دارد و هر یک دارای دیدگاه‌های متفاوتی است. از این رو هلاخا تلاش کرده است که متون رسمی کابالا را محدود به چندین کتاب خاص نظیر زوهر و آموزه‌های ربی اسحاق لوریا که توسط شاگرد او حیم ویتال نوشته شده است محدود کند؛ ولیکن این محدودیت فهم کابالا را محدود به این کتاب نمی‌کند و نوشتارهای کابالایی ابراهیم ابوالعفیا تأثیر زیادی بر روی آمیزه‌های کابالا داشته است. از این رو بسیاری مفاهیم کابالا بسیار انتزاعی بوده و تنها به صورت حسی و نه عقلانی قابل فهمند.

## تفاوت بین کابالا یهودی و غیریهودی
از زمان رنسانس متون کابالا به حلقه‌های غیر یهودی راه پیدا کرد و توسط مسیحیان و هرمتیستها مورد استفاده قرار گرفت. بعضی از این متون کابالای مسیحی و هرمسی به‌صورت مستقل از کابالای یهودی پیشرفت کرد. بعضی پیروان آن کابالا را با اعتقادات خود و مسیحیت مخلوط کردند. با کم شدن علاقه به کابالای مسیحی در عصر روشنفکری، کابالا در حلقه‌های عرفانی غربی گسترش یافت. این متون معمولاً کابالا را با سحر، کیمیا و رمل مخلوط می‌کردند و از روشهایی استفاده کردند که در یهودیت ممنوع بود. با این وجود کابالا به عنوان یک علم خفیه رایج مورد استفاده قرار گرفت. کابالای غیریهودی معمولاً به جای استفاده از کاف به عنوان حرف اول، از قاف استفاده کرده و معمولاً قابالا نامیده می‌شود.

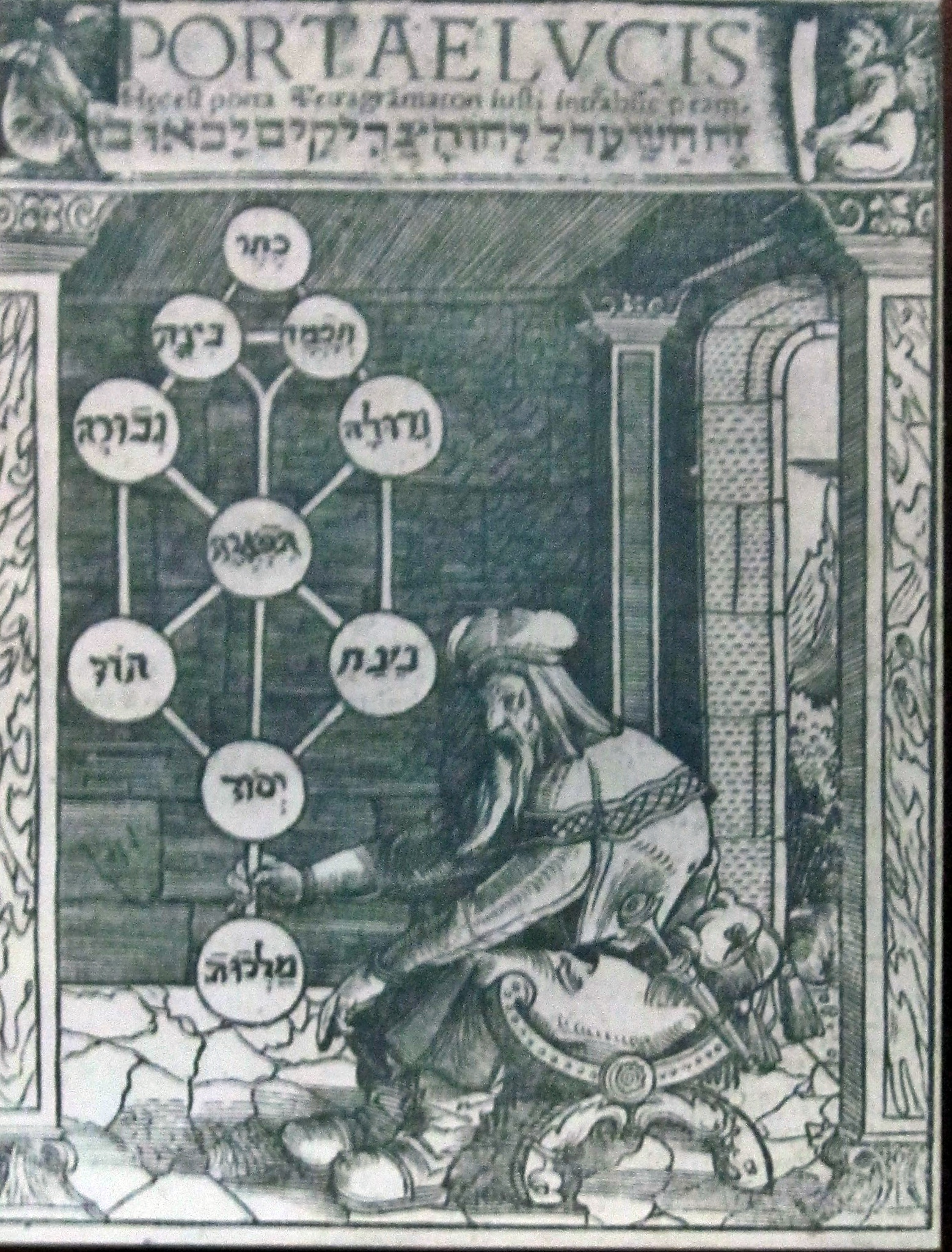
ترجمه لاتین کتاب گیکاتیا

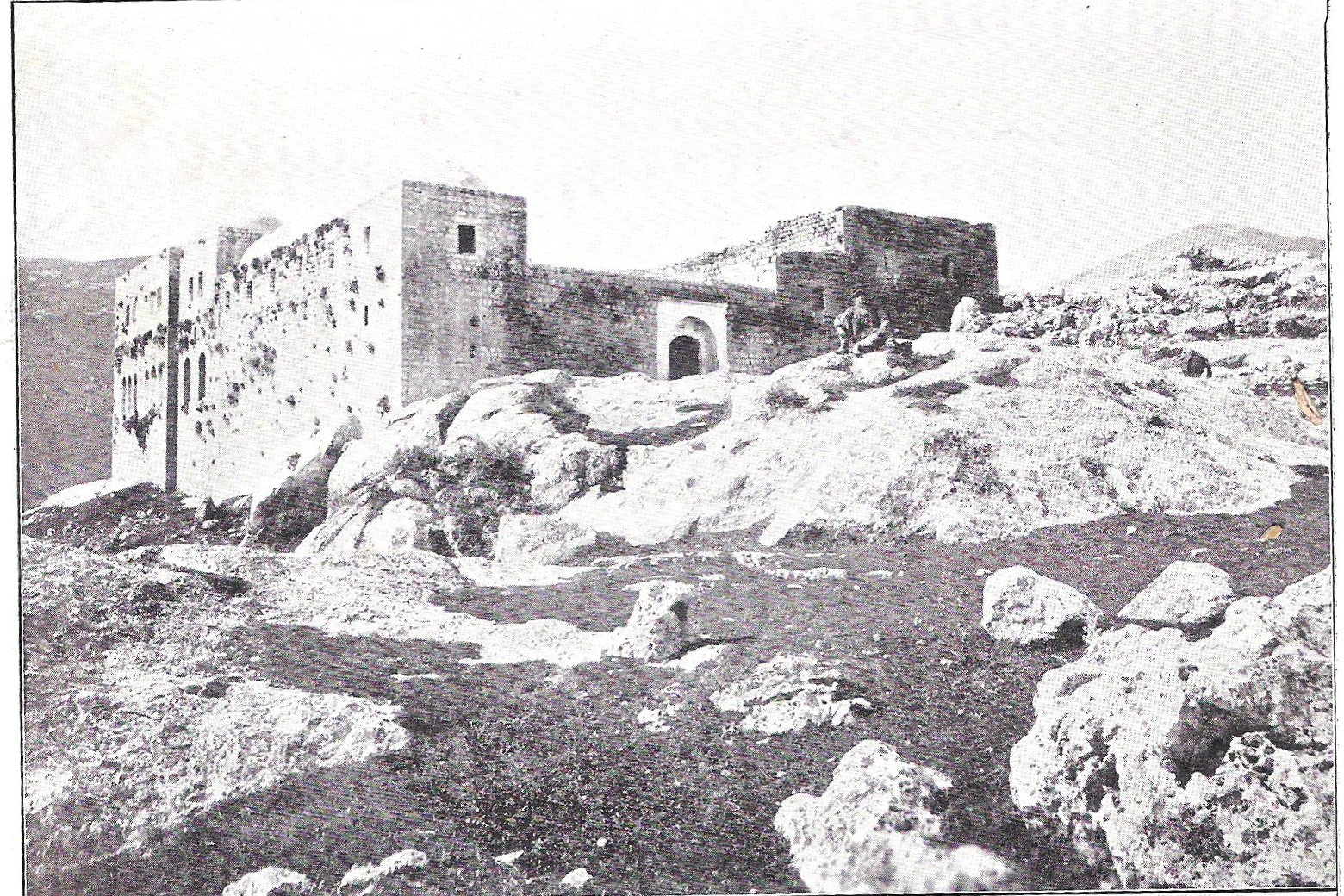
مقبره ربی شمعون بار یوحای قبل از سال ۱۸۸۹ میلادی، نوشتن کتاب زوهر به او منسوب شده است.

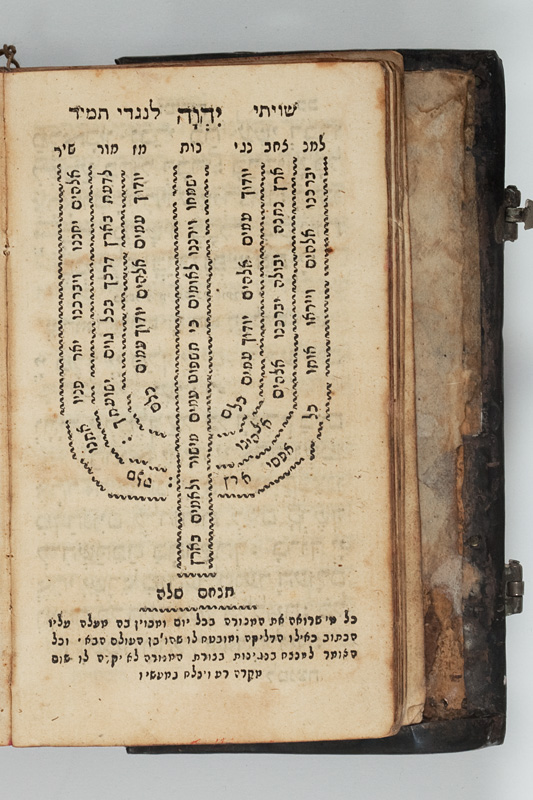
کتاب دعای کابالیستی از ایتالیا سال ۱۸۰۳ میلادی. موزه یهودی باسل در سوئیس.

## تاریخچه
به باور کابالیست‌ها، کابالا از بهشت نشأت گرفته است. در زمان‌های بسیار دور کابالا برای عده‌ای از درستکاران (زدیکیم) آشکار شد و در هر زمان توسط عده معدودی از آنان حفظ شد. بر اساس دیدگاه دانشگاهی، کابالا در دوره‌های مختلفی از تاریخ یهودی شکل گرفت؛ ولیکن تاریخ دقیقی از چگونگی شکل‌گیری و رشد آن در دست نیست. به اعتقاد کابالیست‌ها ریشه کابالا توسط خداوند به آدم در باغ بهشت نازل شد. بر اساس نظر آنان فصول ابتدایی کتاب پیدایش، رازهای خداوند را آشکار می‌کند و باطن داستان آدم و حوا، باغ بهشت، درخت دانش، خوبی و بدی، درخت جاودانگی و مار را بیان می‌کند. این اتفاقات عرفانی در تورات نیز نقل شده است. به‌طور مثال حزقیال در عالم رؤیا، عرش خداوند را مشاهده کرد. یعقوب در رؤیا، نردبانی متصل به بهشت دید. از رویارویی موسی و بت آتش گرفته در طور سینا نیز به عنوان یک واقعه عرفانی یاد می‌شود.
در نامِ ۷۲ حرفیِ خداوند که توسط کابالیست‌ها مورد استفاده قرار می‌گیرد از حروف عبری استفاده شده است. این حروف از ماجرای موسی در زمان حضور فرشته و شکافته شدن دریا و نجات بنی اسرائیل نشأت گرفته است.

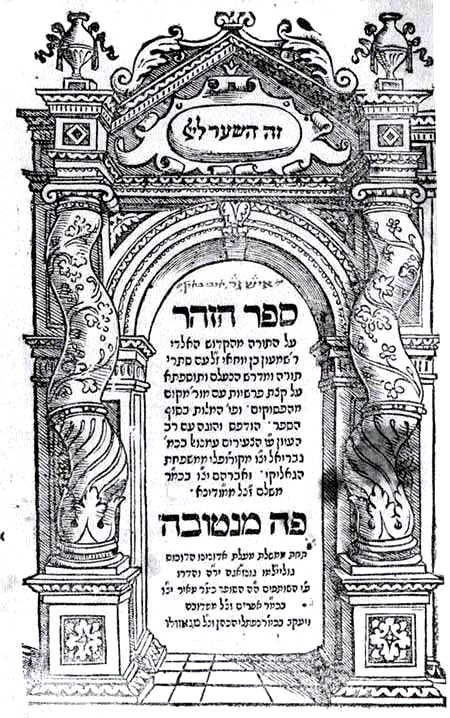
صفحه اول اولین نسخه چاپی زوهر در ۱۵۵۸ میلادی ایتالیا

در زمان تلمود دو لغت «معاسه برشیت» و «معاسه مرکابا» بیانگر آن است که روش‌های عرفانی در آن زمان رایج بوده است. تلمود یاد دادن علنی این دانش را ممنوع و خطرات آن را بیان می‌کند. ربیها (خاخامها) توصیه می‌کردند که این دانش فقط به یک دانشجو آموزش داده شود. داستان زیر در تلمود آمده است:
«چهار مرد وارد پردس شدند - بن عزای، بن زوما، آشر و آکیبا. بن عزای نگاه کرد و مرد. بن زوما نگاه کرد و دیوانه شد. آشر گیاهان را نابود کرد. آکیبا در صلح وارد شد و در صلح خارج شد.»
در این داستان نقل شده که تنها ربی آکیبا صلاحیت لازم را برای این دانش عرفانی داشت. در عین حال بعضی دانشمندان یهودی نظیر ابن میمون بر این باورند که این داستان فیزیکی است و عرفانی نیست.
در متون یهودی بسیاری در بین قرن‌های ۱ تا ۱۰ میلادی، در مورد معاسه مرکابا صحبت شده است. بر این اساس ربیها تلاش می‌کردند که رؤیای حزقیال و دیدن عرش خدا را مجدداً تجربه کنند.
از قرن ۱۰ به بعد کم‌کم متون کابالایی گسترش یافت. بعضی ربیهای عصر ریشونیم دارای تبحر در کابالا بودند. یکی از معروفترین آن‌ها نهمانیدس یا رمبان است. بهیا بن آشر المانهای تفسیر تورات را با مبانی کابالا در هم آمیخت. اولین کتاب‌های معروف، کتاب بهیر (روشنایی) بود که توسط اسحاق کور استاد نهمانیدس نوشته شد. کتاب دیگر مهمی که روش سمت چپ نام دارد توسط اسحاق بن اسحاق هاکوهن در اسپانیا نوشته شد. کتاب زوهر در قرن ۱۳ توسط موشه لیون نوشته شد و تبدیل به کتاب اصلی کابالا گردید. او ادعا کرد که این کتاب را خود ننوشته، بلکه نوشته‌های شمعون بار یوحای را پیدا کرده است. زوهر بسیار مورد علاقه بود و تبدیل به مهم‌ترین کتاب کابالا گردید. بر اساس نظر گرشوم شولم تاریخدان یهودی، روش‌های کابالا در مواجهه با روش‌های عقلانی فلسفه یهودی شکل گرفت.

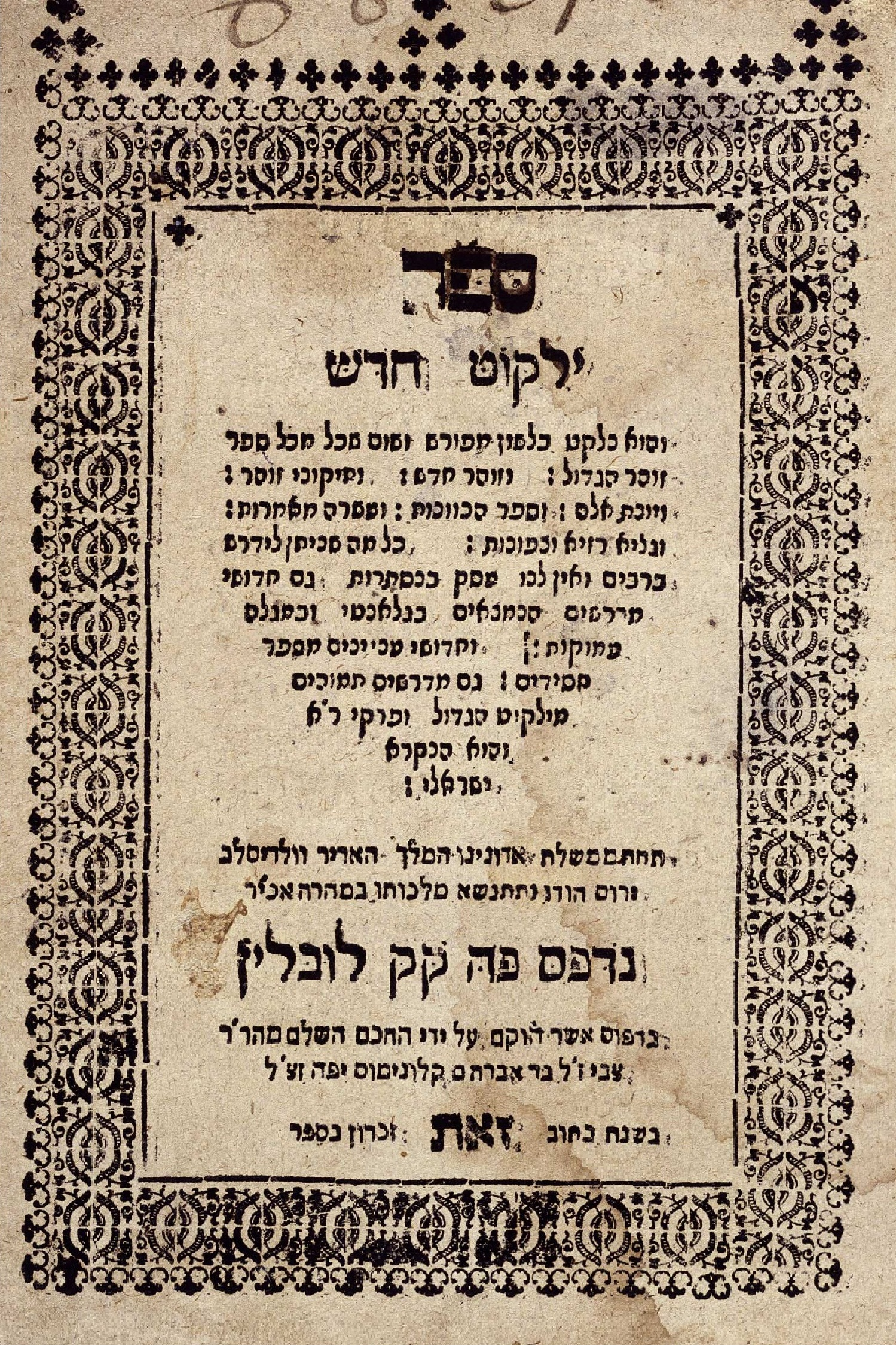
کتاب سفر ها-زوهر نسخه لوبلینو در سال ۱۶۴۸ میلادی.

بعد از اخراج یهودیان از اسپانیا در سال ۱۴۹۲ میلادی یهودیان به دنبال نشانه‌های از ظهور منجی خود و نجات از سرنوشت دردناکشان بودند. در سال ۱۵۰۰ میلادی شهر صفد در جلیله مرکز اصلی فعالیت‌های عرفانی گردید. در این زمان دیدگاه‌های کابالایی بر روی دید مسیحایی متمرکز گردید. موشه کوردورو تعالیم زوهر را در بین تعداد زیادی گسترش داد با اینکه در گذشته کابالا فقط به افراد معدودی یاد داده می‌شد. نویسنده کتاب شولخان آروخ ربی یوسف کارو سالنیز در کابالا مهارت داشت و دفترچه خاطرات کابالایی از خود به جا گذاشت. موشه الشیخ نیز تفسیر کابالایی از تورات نوشت.
بیشترین گسترش کابالا با حضور اسحاق لوریا و شاگردانش حیم ویتال و اسرائیل سروگ شکل گرفت. نوشته‌های لوریا بسیار مورد استقبال بود و سروگ تعالیم او را به اروپا برد.
ممنوعیت تدریس کابالا به وسیله تلاشهای آوراهام ازولای در قرن ۱۶ میلادی برداشته شد.
سئوالی که وجود دارد این است که آیا واقعاً این ممنوعیت وجود داشته است یا خیر. ترجمه دیگری از سخن بالا به صورت زیر نیز وجود دارد:
از سال ۱۵۴۰ به بعد تمامی قسمت‌های کابالا باید به صورت علنی به همه یاد داده شود. تنها از طریق کابالا ما می‌توانیم جنگ را نابود و ظلم مردان به بقیه مردان را برای همیشه از بین ببریم.

## کابالای سفاردی و میزراهی
کابالا از دیرباز در بین یهودیان سفاردی و میزراهی بسیار رایج بود. کابالا به صورت‌های مختلف در بین یهودیان خاورمیانه، آفریقا، ترکیه و ایران مورد انجام قرار می‌گرفت. از قرن ۱۶ مرکز کابالا توسط یهودیان سفاردی به شهر صفد در شمال اسرائیل فعلی منتقل شد. کابالای سفاردی و میزراهی تا به امروز در بین یهودیان شرقی بسیار مورد استقبال است. از جمله رهبران معروف آن می‌توان به شلوم شرابی از کنیسه بت ال، ربی هیدای اورشلیمی، ربی بن آیش چای از عراق و خاندان ابوهاتزیرا اشاره کرد.

## مهارال

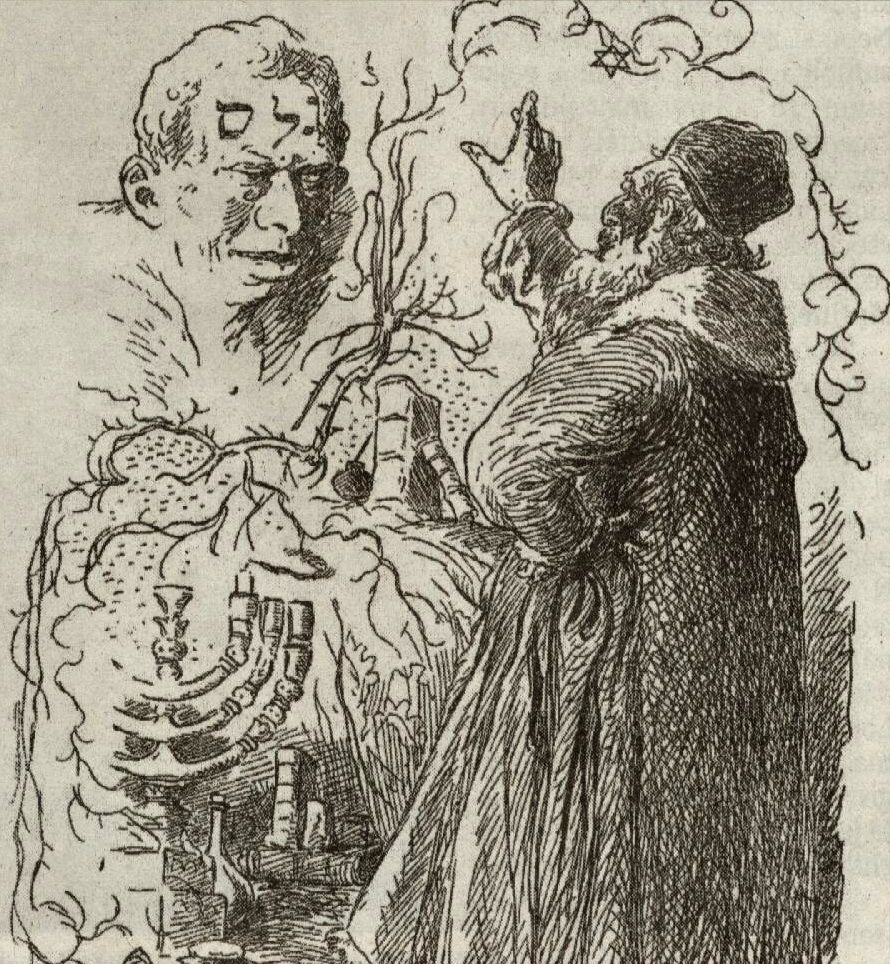
مهارال پراگ با استفاده از قدرت کابالا موفق به تولید گولم شد. گولم از خاک درست شده و با نوشتن حروف عبری امت بر روی پیشانیش زنده می‌شد. با پاک کردن ا از امت این واژه به مت به معنی مرگ تبدیل شده و گولم از کار میفتاد.

یکی از مهم‌ترین پیروان کابالا یهودا لو بن بزالل (۱۵۲۵–۱۶۰۹ میلادی) که به صورت رایج به نام مهارال پراگ شناخته می‌شود بود. بسیاری از نوشته‌های او حفظ شده است و دارای ترکیب منحصر به فردی از دیدگاه‌های عرفانی و فلسفی است. مهارال همچنین به دلیل داستان گولم پراگ معروف است. نوشته‌های او بر جنبش حسیدیم تأثیر زیادی داشت. ایزاک هاتنر نیز تعالیم مهارال را بسیار گسترش داد.

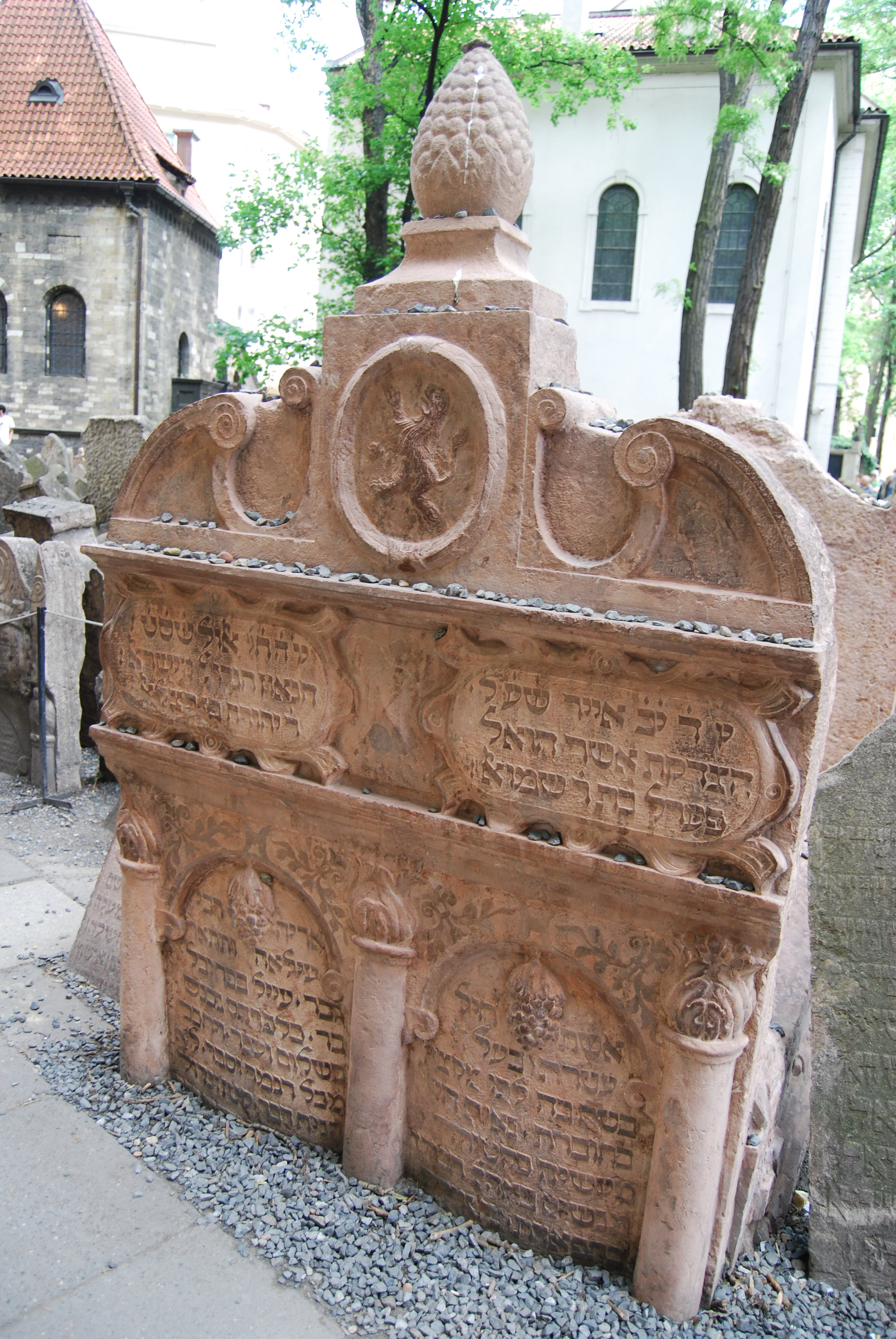
مهارال پراگ نقش مهمی در گسترش کابالا داشت.

## جنبش سباتی

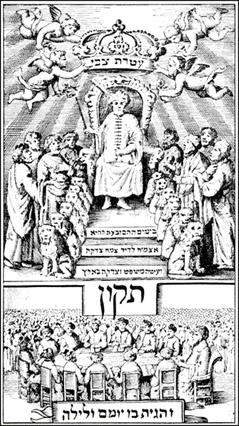
شبتای زوی به عنوان مسیح کابالایی در سال ۱۶۶۶ میلادی.

بسیاری از یهودیان بعد از مرگ اسحاق لوریا بسیار درمانده بودند. بعد از کشتار بسیاری از یهودیان و درماندگی زیاد در بین آنان یک فرد بسیار بحث‌برانگیز به نام شبتای زوی قلب بسیاری از آنان را با وعده دوران مسیحایی جدید تسخیر کرد. او ادعا کرد که خود مسیح منجی است.
شخصیت او بسیار کاریزماتیک بود و او نام خدا را بسیار در انظار عمومی بر زبان می‌آورد با اینکه این کار ممنوع بود. در این زمان به نظر می‌آمد که کابالا قهرمان خود را یافته است؛ ولیکن این دوران بعد از اینکه زوی تصمیم گرفت در سن چهل سالگی تحت فشار سلطان عثمانی به اسلام بگرود پایان یافت؛ ولیکن بعضی پیروان او که مایل نبودند او را ترک کنند همراه او به اسلام گرویدند.
بسیاری از پیروانش که سبتیان نامیده می‌شدند در خفا به پرستش او ادامه دادند. آن‌ها گرویدن او را نه در کفر او بلکه در تلاش برای یافتن شعله مقدس در هر دینی می‌دیدند؛ ولیکن بیشتر ربیها بسیار از این گروه متنفر بودند. جنبش دونمه در ترکیه امروزی بقایای پیروان اوست.
به دلیل آشوب ایجاد شده در دنیای یهودیان ممنوعیت مطالعه کابالا دوباره قوت گرفت. از این زمان مطالعه کابالا برای افراد کمتر از ۴۰ سال ممنوع گشت.

## فرانکیسم
جنبش سبتایی با جنبش فرانکیستها که پیروان ژاکوب فرانک بودند ادامه یافت. ژاکوب فرانک توسط یهودیان تلمودی مورد فشار قرار گرفت و برای رفع فشارهای آنان از کلیسای کاتولیک درخواست کمک کرد. فرانک برای گرفتن کمک از کلیسا، بیان کرد که دکترین کابالا با تثلیث مشکلی نداشته و بلکه آن را به عنوان سه سفیروت بالای درخت زندگی قبول دارد. از این رو مقامهای کلیسای کاتولیک، دید مثبت تری نسبت به کابالای او در مقایسه با دکترینهای تلمود که تثلیث را کفر می‌دانست داشتند. کلیسا از فرانک در برابر حملات تلمودی‌ها حمایت کرد. فرانک ادعا می‌کرد که روح شبتای زوی در او زنده شده است. دختر فرانک به نام ایو (حوا) در گسترش دکترین او نقش زیادی داشت. فرانک ادعا می‌کرد که حوا دختر او نمایانگر سفیروت شکینا در روی زمین است و باید به عنوان جنبه مؤنث خدا مورد پرستش قرار گیرد. او نیز مانند زوی با گرویدن به کاتولیسیسم پیروانش را مأیوس کرد؛ ولیکن با این وجود همچنان شوق مسیحایی در بسیاری از یهودیان وجود داشت. بعد از مرگ فرانک دختر او حوا رهبری فرانکیستها را بر عهده گرفت.

## دوران مدرن
ربی موشه چایم لوزاتو که در ایتالیا ساکن بود به این نتیجه رسید که نیاز به گسترش عمومی کابالا وجود دارد. او یک یشیوا برای مطالعه کابالا دایر کرد و دانشجویان زیادی را آموزش داد. نوشته‌های او بسیار گسترش یافت و این امر ترس از امکان یک شبتای زوی جدید را در بین ربیها ایجاد کرد. او در نهایت مجبور به تعطیلی یشیوا و خارج شدن از ایتالیا گشت. بسیاری از نوشته‌های او مانند درخ هاشم حفظ شده و هنوز هم معروف هستند.
ربی الیجای ویلنا (ویلنا گائون) که در لیتوانی ساکن بود نیز نوشته‌های عرفانی زیادی دارد؛ ولیکن او با جنبش حسیدیم بسیار مخالف بود. با این وجود او مطالعه کابالا را ممنوع نمی‌دانست.
«رستگاری تنها از طریق مطالعه تورات حاصل می‌شود و اساس رستگاری وابسته به یادگیری کابالا است» (ویلنا گائون، اون شلما)

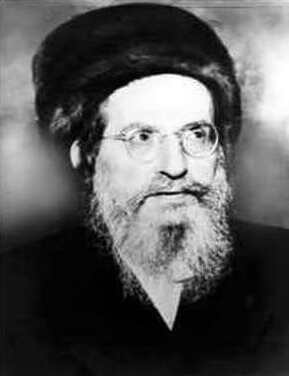
یهودا اشلاخ کابالیست معروف.

در بین پیروان کابالا در شرق شالوم شرابی از یمن نیز پیروان فراوانی داشت. کنیسه بت ال یشیوای کابالیست‌ها نام داشت.

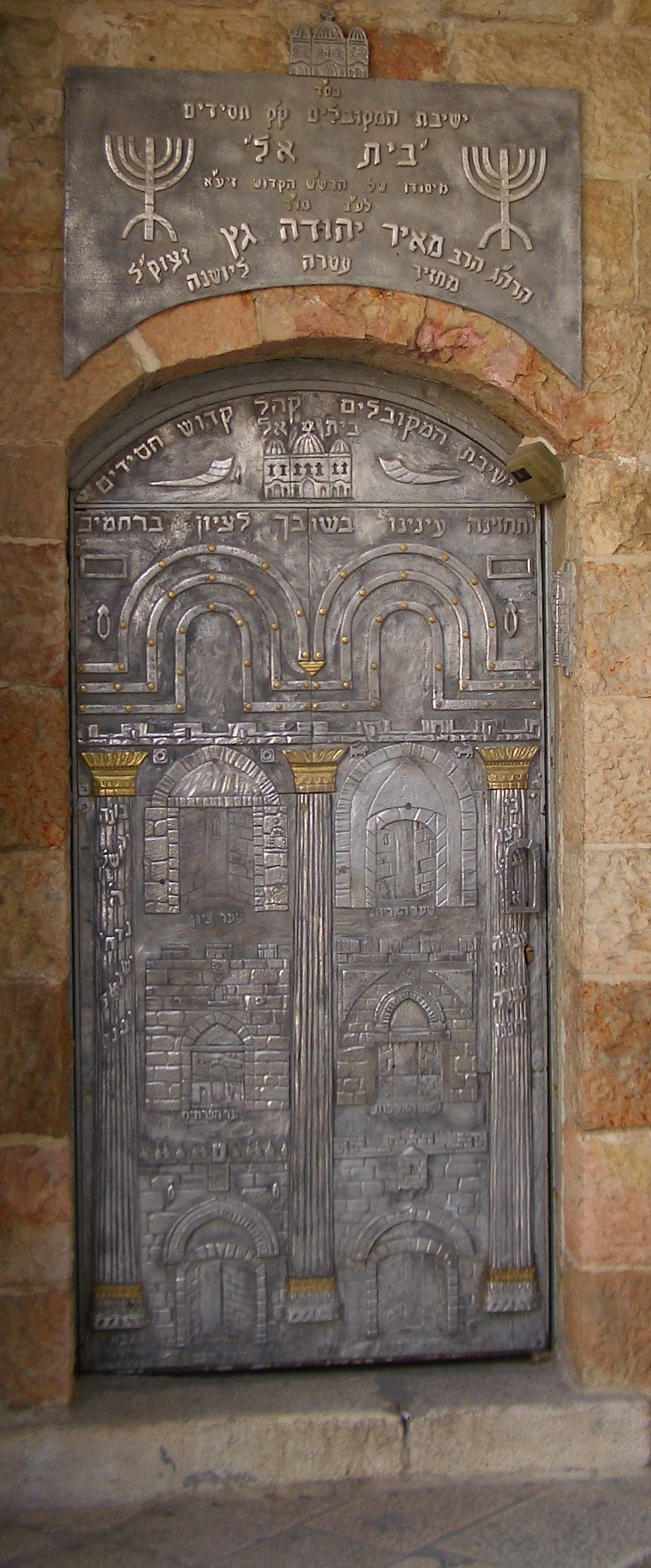
کنیسه بت ال در اورشلیم که مرکز تدریس کابالا می‌باشد

در قرن ۲۰ یهودا اشلاخ در سرزمین فلسطین رهبر کابالیست‌ها بود.

## یهودیت حسیدی
ربی اسرائیل بن الیزر بعل شم طوف جنبش حسیدیم را در اوکراین ایجاد کرد. این جنبش بر پایه کابالای لوریان بود ولیکن المان‌های احساسی به آن اضافه نمود. این روش کابالا را از محدود به افراد نخبه تبدیل به یک روش عمومی نمود.
جنبش خاباد لوباویچ از بقیه حسیدیم جدا شد و عقل را به جای قلب مرکز دین می‌دانست. نوشته‌های آن روش‌های عقلانی یهودی را با روش‌های عرفانی مخلوط می‌کنند. در زمان‌های فعلی جنبش مسیحایی بیشتر در بین خاباد وجود دارد.

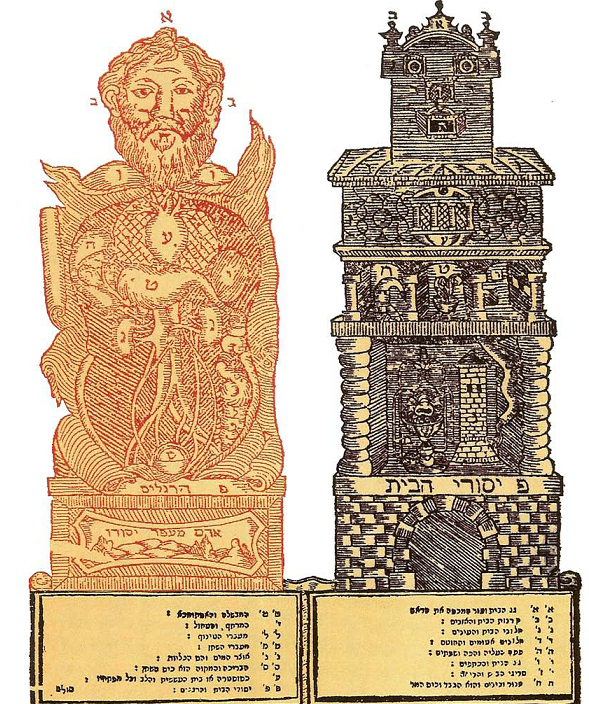
ارتباط درخت زندگی با بدن انسان، نقاشی توسط آلبرتو دلا ویته.

## خدای مستور و آشکار
در دیدگاه کابالا خداوند دارای دو وجهه است: خدا بالذات که قابل دانستن نیست، بدون حد است، خدا بالقوه که به وسیله آن خدا زندگی آدمیان را ایجاد و مدیریت می‌کند. کابالیست‌ها اولین وجهه را عین یا عین سوف (عبری: אין סוף به معنی لغوی بدون حد) می‌نامند. از عین سوف چیزی قابل فهم نیست. وجهه دوم خدا ولیکن برای آدمیان قابل فهم است و از طریق احساسات قابل درک می‌باشد. کابالیست‌ها اعتقاد دارند این دو وجهه با یکدیگر در تضاد نیستند بلکه همدیگر را تکمیل می‌کنند.

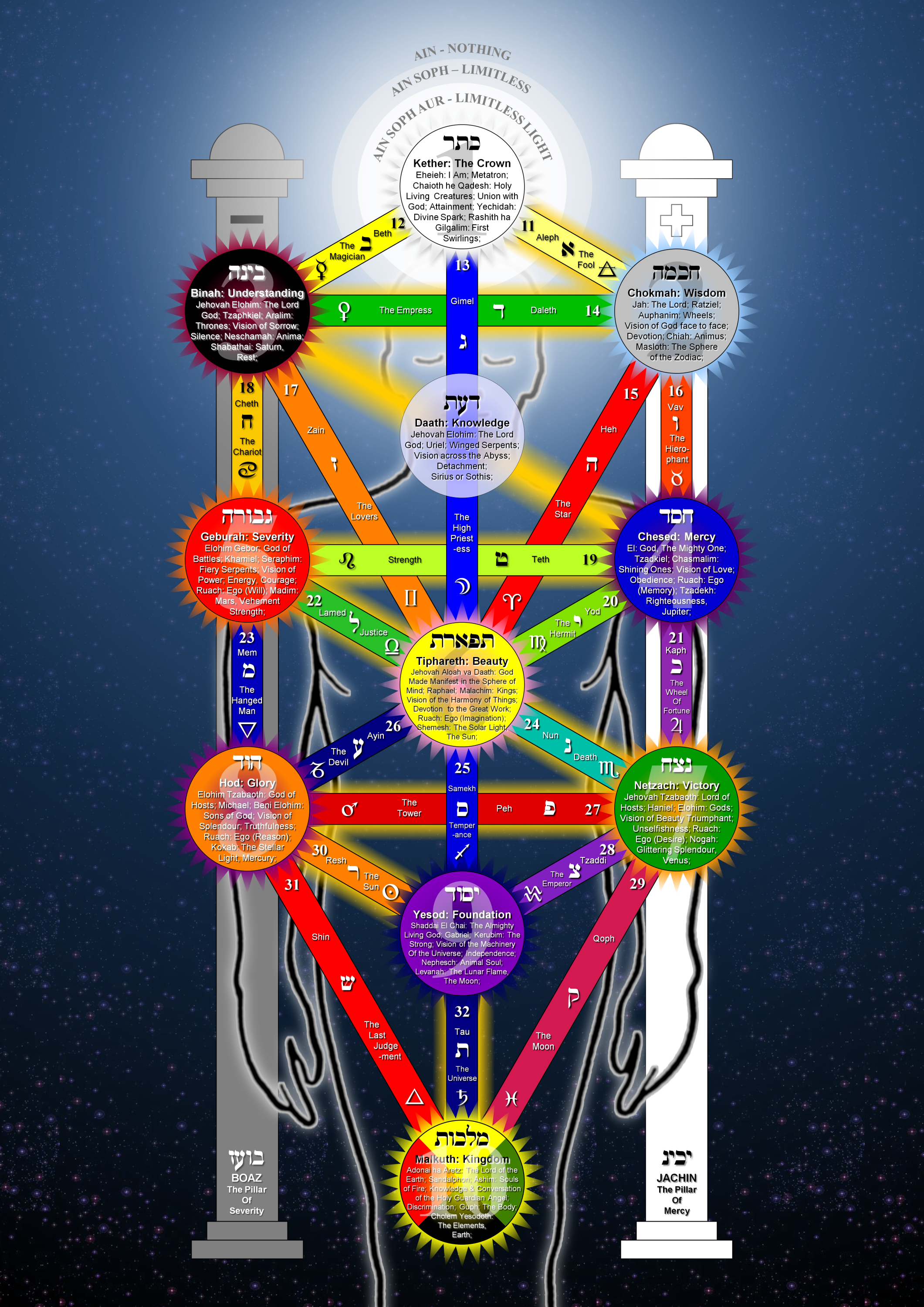
درخت زندگی و رابطه آن با بدن انسان

در زوهر خواندن اولین آیه کتاب پیدایش «برشیت برا الوهیم» - در ابتدا خدا خلق کرد - را به معنی اینکه عین سوف الوهیم را ایجاد کرد تفسیر می‌کنند. این نوع خواندن با خواندن رایج این آیه در بین مسیحیان و یهودیان متفاوت است که این آیه را به صورت در ابتدا خدا زمین و آسمانها را خلق کرد در نظر می‌گیرند. از این رو در کابالا آفرینش بر خلاف تفسیر رایج در یک مرحله نیست. در ابتدا خدای مستور (عین سوف)، الوهیم (خدای آشکار) را ایجاد می‌کند و سپس الوهیم به خلق دنیا می‌پردازد. نور الهی از سفیروت بالا به تدریج به پایین می‌ریزد. هریک از سفیروتها یک پارتزوفیم (کاسه) هستند که بعد از پر شدن به سفیروت بعدی سرریز می‌شوند.

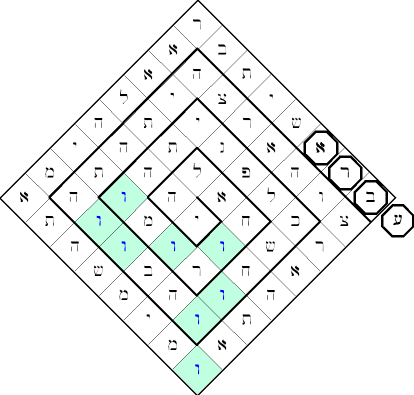
ترتیب کابالایی آیات ابتدایی کتاب پیدایش.

ایده زیمزم و آفرینش در کابالا با تئوری بیگ بنگ (مه‌بانگ) بسیار همخوانی دارد.

## نمودار سفیروت و مؤنث مقدس
سفیروت‌ها، ۱۰ ویژگی و نمایش خدا هستند که دنیا را حفظ می‌کنند. زوهر و بقیه متون کابالا از مخفی بودن و واحد بودن خدا به عنوان عین سوف یاد می‌کنند. کوردورو اعتقاد دارد که ۱۰ سفیروت در واقع ۱۰ ظرف برای نور خدا هستند. دو معادل برای سفیروت وجود دارد. دیدگاه مذهبی که وابسته به درختهای دانش و زندگی در باغ بهشت است و دیدگاه انسان مدار که در آدام کادمون مورد مطالعه قرار می‌گیرد. نور مقدس از چهار دنیا به سمت پایین حرکت می‌کند تا به اعمال در این دنیا می‌رسد. در دیدگاه انسان مدار مسئله جنیست اهمیت زیادی پیدا می‌کند. آخرین سفیروت شکینا (سکینه یا حضور مؤنث خدا) نام دارد. این دیدگاه با دیدگاه سنتی تورات در تضاد است که در آن خدا به صورت کاملاً مذکر است و دارای صفات زنانه نمی‌باشد. اعمال انسان دو نیمه مذکر و مؤنث خدا را به هم متصل کرده یا از هم دور می‌کند.
کابالیستها بر اساس آیه کتاب پیدایش که می‌گوید: «بگذارید انسان را در تصویر خود ایجاد کنیم»، معتقدند که انسان اولیه که توسط خدا ایجاد شد دوجنسه بوده است. از این رو اعتقاد بر این است که خداوند دارای نیروهای مذکر و مونٍث مساوی می‌باشد که با یکدیگر تعادل دارند. از این رو در دنیای بالا که دنیای خداوند است جنسیت وجود نداشته و انسان که در تصویر او خلق شده بوده است به صورت دوجنسه بوده است؛ ولیکن در این دنیای زمینی انسان از قسمت مونٍث تصویر خداوند جدا شده است.
در واقع هدف سیستم کابالا متصل کردن این دو نیمه مؤنث و مذکر است. کابالا اعتقاد دارد که انسان در واقع در دنیای بهشت است ولیکن به دلیل دور شدن از ویژگی‌های خالق خود آن را درک نمی‌کند. از این رو در صورتی که این دو نیمه مؤنث و مذکر (شکینا (سکینه) و ملکوت) دوباره به هم متصل گردند انسان درک خواهد کرد که دنیای فعلی دنیای بهشت است. از این رو وظیفه قوم برگزیده (بنی اسرائیل) اتصال مجدد این دو نیمه و تکمیل کار خداوند (تیکون عولم) است.
سفیروت‌ها با نام‌های خدا در یهودیت نیز در ارتباط هستند.

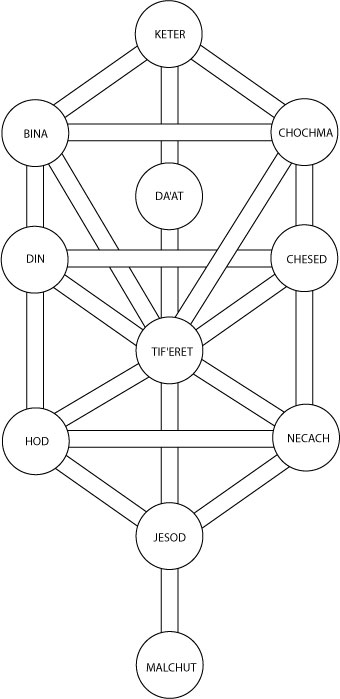
نمودار سفیروتها

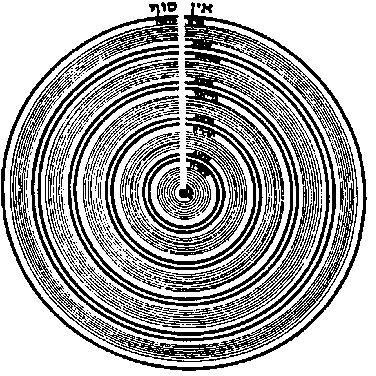
خلق دنیا به وسیله عین سوف.

بر اساس دیدگاه لوریا سفیروتها را مراحل خلقت در هر یک از دنیاهای چهارگانه موازی در ارتباط هستند. سفیروتها به عنوان اراده خدا بیان می‌شوند. آن‌ها نباید به عنوان خداهای مختلف مورد بررسی قرار گیرند بلکه به عنوان ۱۰ آشکار شدن یک خدا می‌باشند. نامهای آن‌ها به ترتیب عبارتند از:
- کتر (تاج، مرحله بعد از آگاهی)
- چوکما (حداکثر پتانسیل ذهن)
- بینا (فهم پتانسیل)
- دعات (علم)
- چسد (محبت)
- گوورا (استحکام)
- رشامیم یا تیفرت (بخشش)
- نتزاچ (پیروزی)
- هد (ارزش)
- یسود (پایه)
- ملکوت (پادشاهی)

سفیروت‌ها به عنوان اخلاقیات نیز مطرح می‌شوند. از این رو ۱۰ سفیروت به عنوان ۱۰ اصل اخلاقی معرفی می‌شوند. هر کدام از آن‌ها به تنهایی ممکن است بیش از حد شدید شوند و به بی‌اخلاقی منجر شوند. هر یک از سفیروت‌ها با اعداد یک تا ۱۰ و سیاره‌های منظومه شمسی نیز مرتبط هستند. از این رو در روی درخت زندگی هر سفیروت با یک عدد، یک سیاره و یک صفت اخلاقی در ارتباط است. دنیای سفیروت‌ها در واقع دنیای خدایان قدیم را نیز در بر می‌گیرد زیرا خدایان باستان اکثراً مرتبط با یکی از سیارات منظومه شمسی می‌باشند. از این رو گاهی گفته می‌شود که درخت زندگی خدایان قدیم را کوشر کرد.
بین هفت سفیروت پایین و سه سفیروت بالا پرده‌ای وجود دارد که ارتباط دنیای آدام کادمون را با دنیای پایین قطع می‌کند. گذشتن از این پرده نیازمند گذشتن از روی سفیروت مخفی یازدهم به نام دعات است. در دیدگاه کابالا نقشه درخت زندگی با نقشه معبد سلیمان نیز در ارتباط می‌باشد. در معبد سلیمان قسمت ابتدایی که در آن کوهنها به عبادت مشغول بودند معادل هفت سفیرت پایین و قسمت قدس الاقداس که در آن تابوت عهد نگهداری می‌شد و تنها کوهن گادول (کاهن اعظم) اجازه ورود به آن را داشت معادل سه سفیروت بالاتر هستند. در تورات ذکر شده است که کوهن گادول (کاهن اعظم) تنها یکبار در سال و در روز یوم کیپور اجازه عبور از پرده معبد و وارد شدن به قدس الاقداس را داشت. در صورتی که کاهن اعظم دارای گناهان بود خداوند او را به صورت آنی نابود می‌کرد. این گذر معادل گذر از هفت سفیروت پایین و در واقع هفت آسمان و وارد شدن به دنیای سه سفیروت بالا است که در صورتی که فرد برای این ورود آماده نباشد خطرات آن وی را نابود یا دیوانه خواهد کرد.

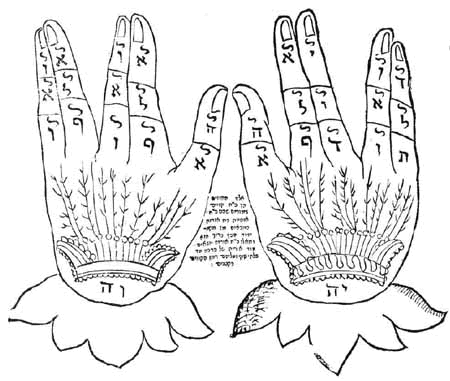
در قرن ۱۶ و ۱۷ کابالا با نوشتن مقالات اخلاقی و مدیتیشن گسترش یافت.

## ریشه شیطان
یکی از مشکلاتی که در فلسفه کابالا به آن برخورد شد مسئلهٔ ریشهٔ وجود شر است. بعضی کابالیست‌ها اعتقاد داشتند که شر یکی از صفات منفی خداست. در این دیدگاه خدای بی‌انتها به شر احتیاج دارد تا آنچه هست بماند. بعضی متون اصلی کابالای قرون وسطی به شر به عنوان معادل شیطانی مقدسها نگاه می‌کنند و آن را سیترا آچرا (طرف دیگر) می‌نامند و کلیپات معادل منفی سفیروت و درخت زندگی است. بعضی متون رادیکال تر حتی ریشه شر را در سفیروت گوورا به معنی استحکام می‌دانند.
گوورا برای خلفت به عنوان معادل چسد (محبت) لازم است؛ ولیکن وقتی انسان گناه می‌کند سفیروت قضاوت بر سفیروت محبت غلبه می‌کند و باعث ایجاد بی‌نظمی در بین سفیروتها می‌شود.

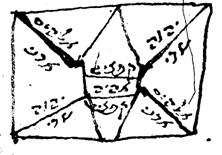
از قرن ۱۵ میلادی پیروان لوریا و آنهایی که به به کابالای عملی تعلق داشتند از نشانهای جادویی استفاده می‌کردند.

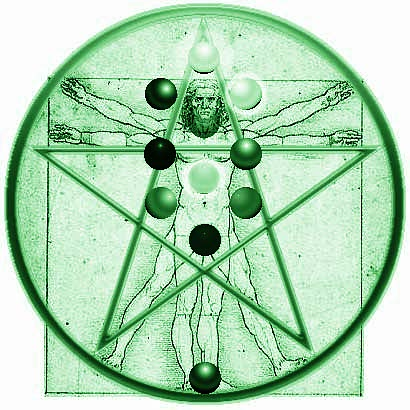
ارتباط سفیروتها با بدن انسان.

## وظیفه انسان
در دیدگاه کابالا بر خلاف تفسیر تلمودی و مسیحی، انسان نقش مهمی در آفرینش دارد. از این رو نه تنها انسان به خدا وابسته است، بلکه خداوند نیز به اعمال انسان نیاز دارد. این تفسیر کاملاً با تفسیر رایج در یهودیت و مسیحیت در تضاد است. این دیدگاه در طی تاریخ بارها باعث طرد شدن کابالیست‌ها توسط یهودیان تلمودی شد. کابالا اعتقاد دارد که دستورهای خداوند در تورات برای یهودیان نور الهی را متعادل می‌کند و نیروهای مذکر و مؤنث را به هم متصل می‌کند. ۶۱۳ میتزوت در یهودیت در روح انسان نقش بسته است.

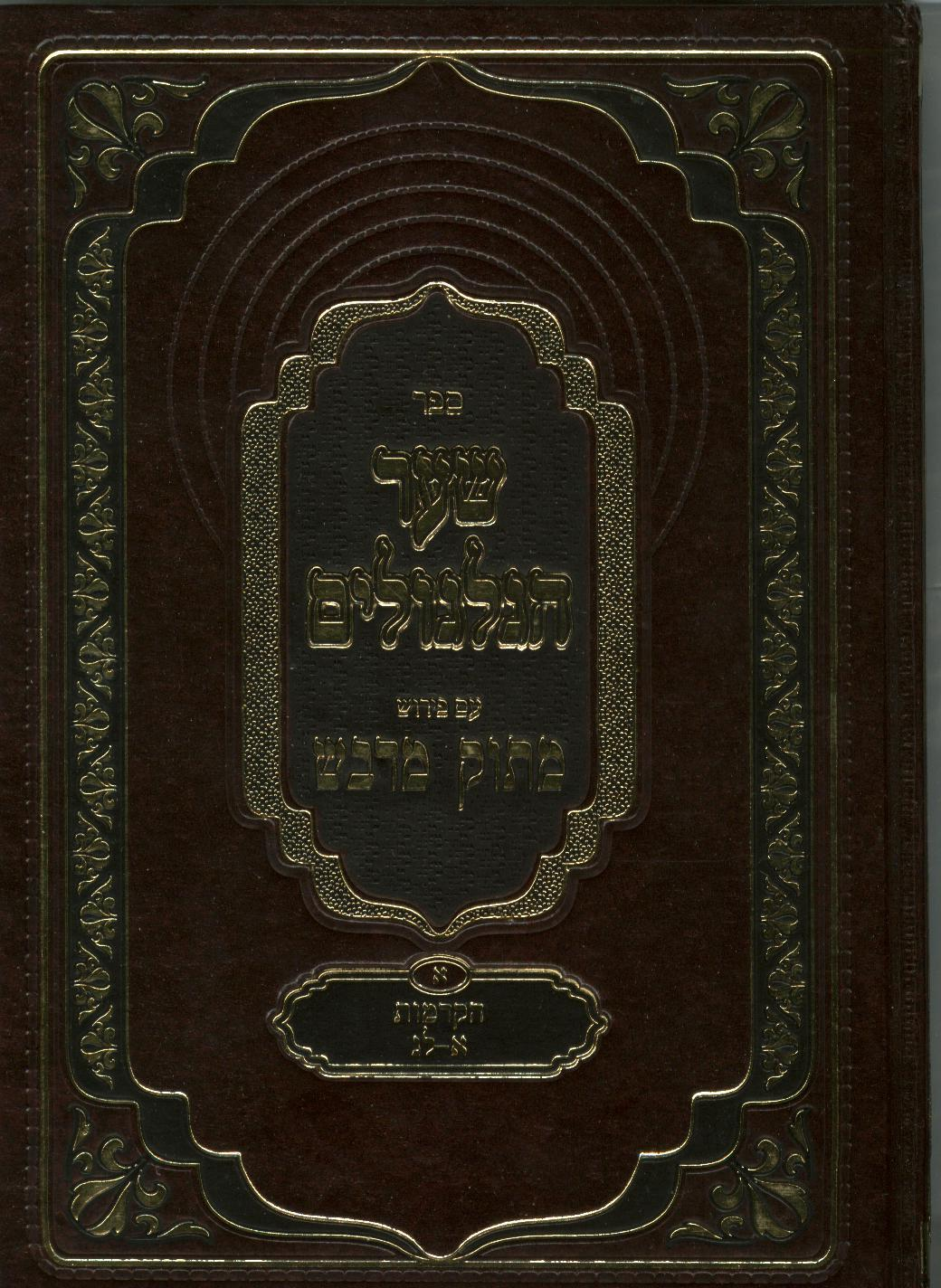
شعار هاگیلگولیم نوشته ربی اسحاق لوریا.

## حلول مجدد یا گیلگول
کابالا بر خلاف تورات اعتقاد به حلول مجدد بعد از مرگ دارد. این ایده که به نام گیلگول نشاموت (چرخه‌های روح) شناخته می‌شود از قرون وسطی به واسطه کابالا وارد یهودیت شد. این ایده در عهد عتیق و در تلمود یافت نمی‌شود و بسیاری فیلسوفهای یهودی آن را به شدت رد کرده‌اند. کابالیست‌ها ادعا می‌کنند که چند آیه در عهد عتیق به‌طور ضمنی به این مضمون اشاره دارد. با گسترش کابالای لوریانی این ایده یکی از ستونهای اصلی کابالا گشت. از طریق کابالای لوریانی و جنبش حسیدیم حلول مجدد وارد متون یهودی شد.

## زیمزم، شویرا و تیکون
با گسترش کابالای لوریانی ایده‌های زیمزم، شویرا و تیکون به اصول اصلی آوارگی، رستگاری و ایده مسیح در کابالا تبدیل شد. زیمزم (جمع شدن) اتفاق اولیه آسمانی است که در آن خدا نور بی حد خود را جمع می‌کند و باعث ایجاد شدن فضای خالی بدون حضور نور می‌شود. این ایده معادل آوارگی یهودیان به عنوان مقابل هدف نهایی آفرینش تعبیر می‌شود. در مرحله دوم نور بعد از زیمزم به فضای خالی می‌تابد و باعث شروع چرخه خلقت می‌شود؛ ولیکن این خلقت در ابتدا پایدار نیست و باعث ایجاد توهو (آشوب) می‌شود که به مرحله شویرا (شکستن) ظرفهای سفیروتی منجر می‌شود. خرده‌های شکسته شدن هر سفیروت به مرحله پایینتر می‌ریزد که باعث حضور جرقه‌های الهی در همه چیز می‌شود.
پیدا کردن و استفاده از این حضور الهی در طبقات پایینتر نیازمند مرحله تیکون عولم (اصلاح) است. اصلاح در واقع به معنی جمع‌آوری خرده‌ها و ایجاد پارتزوفیم می‌باشد. این مرحله امکان ایجاد مخلوق آگاه را می‌دهد و همچنین امکان ایجاد کلیپات (ظرفهای نجس) را فراهم می‌کند.

## اهمیت زبان عبری
کابالا ایده‌های عهد عتیق و تلمود را گسترش داد و اعتقاد دارد که خدا دنیا را بر پایه زبان عبری ایجاد کرده و تورات دارای مفاهیم مخفی زبانی است. از این رو هر حرف عبری، لغت و عدد دارای مفاهیم مخفی عرفانی است. نام‌های خدا در یهودیت نیز دارای مفاهیم مخفی هستند. از این رو تورات دارای مفاهیم نهانی بی انتهاست. فهم تورات معادل دو درخت باغ بهشت به نامهای درخت دانش (درخت ممنوعه) و درخت زندگی (درختی که برای آدم و حوا آزاد بود) است.
از این رو فهم ظاهری تورات معادل درخت دانش و فهم عرفانی آن معادل درخت زندگی است.
از قرن ۱ قبل از میلاد یهودیان اعتقاد داشتند که تورات دارای مفاهیم مخفی است. گماتریا یک روش پیدا کردن این حقایق مخفی است. در عبری بر خلاف بیشتر زبان‌ها اعداد جداگانه وجود ندارد. از این رو هر لغت معادل یک عدد نیز می‌باشد. با تبدیل لغات به اعداد کابالیست‌ها به دنبال معنای مخفی تورات می‌روند.

## تأثیر کابالا بر دانشمندان و فیلسوفان معروف
کابالا از دیرباز دارای تأثیر زیادی بر روی فیلسوفان و دانشمندان بوده است. بسیاری فیلسوفان و محققان معروف نظیر جان دی، گوتفرید لایبنیتس، کارل گوستاو یونگ، و بنجامین فرانکلین تبحر زیادی در کابالا داشتند. 

### فیثاغورث
هرمیپس ازمیری در متون خود نوشته است که فیثاغورث بیشتر تئوریهای خود را از حکمت مخفی یهودیان گرفته است. دکتر ست پانکست در مورد فیثاغورث یکی از بزرگ‌ترین شخصیت‌های زمان خود نه تنها یک متفکر بزرگ در آن زمان بود بلکه یک کابالیست بسیار رده بالا بود.

### افلاطون
اسحاق نیوتن در مورد افلاطون نوشته است: «افلاطون به مصر سفر کرد، که در آن بسیاری یهودی زندگی می‌کردند، او ایده‌های متافیزیکی آن‌ها را در مورد دلیل همه چیز مطالعه نمود، که او آن‌ها را ایده نامید، و کابالیست‌ها سفیروت می‌نامند.»

### اسپینوزاو کابالا
سولومون میمون که در جوانی کابالا مطالعه می‌کرد در مورد تئوری اسپینوزا گفته است: «کابالا در واقع همان تئوریهای اسپینوزا است.» در قرن ۱۷ بیشتر مخالفان اسپینوزا اشاره می‌کردند که بخش کفرآمیز تئوریهای او در واقع از کابالا گرفته شده است. بسیاری تئوریهای او را کابالا در لباس ریاضی می‌دانستند. مخالفان او اعتقاد داشتند که اسپینوزا تئوریهای دکارت را با مخلوط کردن آن با کابالا مخدوش کرده است. ا.جی. باکستر در قرن هجدهم کتابی معروف در زمینه ارتباط فلسفه اسپینوزا و کابالا نوشته است.
باکستر دید بسیار منفی نسبت به کابالا داشت و آن را کفرآمیز می‌دانست و از این رو او با فلسفه اسپینوزا نیز بسیار مخالف بود.
لایبنیتس نیز به این مطلب علاقه پیدا کرد. او در کتاب تئودیس خود نوشته است: «یک آلمانی، که از نژاد اسرائیل بود چندین سال پیش تحت نام موسی آلمانی تدریس می‌کرد، او فلسفه اسپینوزا را با دیدگاه‌های خود مخلوط می‌کرد با اینکه اسپینوزا در واقع کابالای یهودی را دوباره زنده کرده بود». اسپینوزا خود نیز اذعان کرده بود که در جوانی به مطالعه کابالا پرداخته است ولیکن خود ادعا می‌کرد که دید او نسبت به کابالا بسیار منفی است.

### اسحاق نیوتن و کابالا
دکتر ست پانکست در مورد نیوتن نوشته است: «نیوتن قوانین فیزیک را با مطالعه کابالا کشف کرد». نیوتن در کتابخانه شخصی خود ترجمه لاتین زوهر را داشت که امروزه در ترینیتی کالج در کمبریج نگهداری می‌شود.

## انتقادها
یکی از انتقادهای مهم نسبت به کابالا خارج شدن از تک‌خدایی است. با اینکه کابالا اعتقاد به وحدت خدا دارد ولیکن اعتقاد دارد که خدا دارای معادل متافیزیکی است. در این دیدگاه نیروی خوبی و نیروی بدی وجود دارد. ریشه‌های این دیدگاه مشابه دیدگاه نوسیسی است. دو ریشه اصلی برای دیدگاه‌های نوسیس وجود دارد. یکی دیدگاه زرتشتی است که نیروها در آن نیز به خوب و بد تقسیم می‌شوند. دیگری دیدگاه یونانی-رومی است که ادعا می‌کند جهان در هارمونی بود تا زمانی که نیروهای بد مساوی ایجاد شد. دیدگاه دوم تأثیرات زیادی در کابالا گذاشته است.
بر اساس دیدگاه کابالا ۱۰ سفیروت ۱۰ مرحله خلق هستند. این مراحل نباید به عنوان ۱۰ خدا مورد بررسی قرار گیرند بلکه به عنوان ۱۰ راه نشان داده شدن خدا می‌باشند. بر این دیدگاه خدا تغییر نمی‌کند ولیکن توانایی درک کردن او توسط انسان تغییر می‌کند.
با اینکه در کابالا خدا به نظر دوجنسه می‌آید (مردانه-زنانه،...) ولیکن پیروان کابالا اعتقاد دارند که کابالا بر وحدت خدا تأکید می‌کند. از این رو در هر بحث مردانه-زنانه بودن خدا دید وحدانی خدا به نام عین سوف بالاتر قرار دارد. توانایی خدا در مستور بودن به عنوان منع شناخته می‌شود.
متون کابالایی مانند زوهر به نظر دوگانگی را تأیید می‌کنند. در این دیدگاه یک جهت مقدس و یک جهت سمت چپ وجود دارد که معادل منفی جهت مقدس است و با آن در جنگ است. با اینکه این مسئله در نمودار سفیروت و درخت جاودانگی وجود دارد زوهر اعتقاد دارد که عین سوف بر تمامی اینها غلبه دارد.

## تفاوت بین یهودی و غیر یهودی (جنتیل)
بعضی متون کابالایی اعتقاد دارند که تفاوت ذاتی بین روح یهودیان و روح غیریهودی (جنتیل) وجود دارد. در این دیدگاه یهودیان دارای سه مرحله از روح به نامهای نفش، رواخ و نشاما هستند در حالی که غیریهودیان فقط دارای نفش می‌باشند. از این رو کابالا روح انسان را به سه بخش تقسیم می‌کند:
- نفش (عبری:נפש): بخش پایین، یا بخش حیوانی، که با غرایز انسان و نیازهای حیوانی او نظیر خوردن، آشامیدن و رابطه جنسی مرتبط است. این بخش روح در زمان تولد ایجاد می‌شود.
- رواخ (عبری: רוח): بخش میانی روح، که دارای بخش اعتقادی برای جداسازی درست و غلط و خیر و شر است.
- نشاما (عبری: נשמה): بخش بالایی روح، یا روح افضل، این بخش باعث جداسازی انسان از بقیه خلقت می‌شود. این بخش با حکمت انسان در ارتباط است و به انسان اجازه استفاده از دنیای بعد از این را می‌دهد. این بخش باعث آگاهی از وجود خدا می‌شود.

از این رو کابالا اعتقاد دارد که جنتیلها تنها دارای نفش و غرایز حیوانی بوده و دارای قدرت کافی برای جداسازی خیر و شر و ارتباط با خداوند نیستند.
زوهر در تفسیر آیه تورات که می‌گوید «بگذار آب‌ها به موجوداتی که روح دارند زندگی دهند» می‌گوید «قسمتی که می‌گوید موجودات دارای روح مقصود یهودیان است زیرا آن‌ها فرزندان خدا هستند و روح مقدس آن‌ها از خداست… روح بقیه مردمان از کجا می‌آید؟ ربی الازار می‌گوید آن‌ها روح از سمت چپ نامقدس دارند و از این رو همه نامقدس هستند و هرگونه تماس با آنان انسان را نجس می‌کند»
این برخورد خشونت‌آمیز دینی ممکن است به دلیل درگیرهای شدید بین یهودیان و غیریهودیان در زمان زوهر وابسته باشد. از این رو بعضی کابالیست‌ها مانند اسحاق لوریا اعتقاد دارند که جنتیلهای صالح دارای این روح شیطانی نیستند و روح آن‌ها شبیه به روح یهودیان است. بعضی دیگر نظیر ربی پینچاس اعتقاد دارند که روح شیطانی تنها در درصد کمی از مردمان وجود دارد ولیکن روح یهودیان کافر دارای نیروی شیطانی شدیدتری از بت پرستان است.
بعضی کتاب‌های دیگر کابالا نیز در این مورد صحبت کرده‌اند. به‌طور مثال در کتاب حسیدیم تانیا اشاره شده است که روح یهودیان با روح غیریهودی متفاوت است. بر اساس نظر نویسنده شنور زلمان لیادی با اینکه یک غیریهودی می‌تواند به مرحله بالایی از عرفانیت برسد ولیکن روح او همچنان با روح یهودی فرق دارد. دیدگاه مشابهی در کتاب کوزاری که توسط یهودا هالوی نوشته شده است دیده می‌شود.
ولیکن بعضی دیگر از کابالیست‌های معروف این دیدگاه را به صورت کامل رد کردند. به‌طور مثال مناهم ازریا دا فانو در کتاب حلول مجدد روحها اشاره می‌کند که شخصیت‌های توراتی چندین مرتبه به صورت یهودی و جنتیل دوباره حلول کرده‌اند. ربی یهودا اشلاخ اعتقاد داشت که واژه یهودی و جنتیل تنها دو مرحله مختلف از ادراک هستند و برای هر کسی قابل دستیابی هستند.
بعضی دیگر از کابالیست‌ها اعتقاد دارند که کابالا مرزهای دین را می‌شکند و می‌تواند به عنوان دین جهانی مورد استفاده قرار گیرد.